# Sudden Death
Sudden Death (en español: Muerte súbita) es una película estadounidense de acción de 1995, dirigida por Peter Hyams y protagonizada por Jean-Claude Van Damme y Powers Boothe. 
La historia de la cinta fue escrita por Karen Elise Baldwin, esposa del entonces dueño de los Pittsburgh Penguins Howard Baldwin. El filme fue rodado durante la temporada 1994–95 de la NHL, y supuso también la primera aparición de Iceburgh, la mascota de los Penguins. 

## Argumento
Un grupo de terroristas sin pasaporte liderados por el exagente de la CIA Joshua Foss (Powers Boothe) toma como rehenes a los ocupantes del palco de honor del partido decisivo por la Stanley Cup de hockey sobre hielo, entre los que se encuentra el vicepresidente de los Estados Unidos. Amenazan con volar el estadio a la conclusión del encuentro si no son transferidas unas grandes sumas de dinero a sus cuentas bancarias. Darren McCord (Jean-Claude Van Damme), un bombero retirado que se encuentra en el estadio viendo el partido con sus dos hijos, descubre por casualidad el complot y se enfrenta a los terroristas.

## Reparto
| Actor                 | Personaje                            |
| --------------------- | ------------------------------------ |
| Jean-Claude Van Damme | Darren Francis Thomas McCord         |
| Powers Boothe         | Joshua Foss                          |
| Raymond J. Barry      | Vicepresidente de U.S. Daniel Binder |
| Whittni Wright        | Emily McCord                         |
| Ross Malinger         | Tyler McCord                         |
| Dorian Harewood       | Matthew Hallmark                     |
| Kate McNeil           | Kathi                                |
| Jennifer D. Bowser    | Joan                                 |
| Michael Gaston        | Hickey                               |
| Paul Mochnick         | Andrew Ferrara                       |
| Audra Lindley         | Sra. Ferrara                         |
| Brian Delate          | Blair                                |
| Faith Minton          | Carla                                |
| Jack Erdie            | Scratch                              |
| Bernard Canepari      | Jefferson                            |
| Jophery Brown         | Wootton                              |
| Manny Perry           | Brody                                |
| Steven Aranson        | Dooley                               |
| Michael R. Aubele     | "Ace"                                |
| Bill Dalzell          | Spota                                |
| Ed Evanko             | Baldwin                              |
| Jeff Habberstad       | Lewis                                |
| John Hateley          | Briggs                               |
| Kane Hodder           | Murphy                               |
| Jeff Howell           | Usborn                               |
| Fred Mancuso          | Pratt                                |
| Brad Moniz            | Toowey                               |
| Brian Smrz            | Demsky                               |
| Milton E. Thompson    | Kurtz                                |
| Fred Waugh            | Bluto                                |
| Dean E. Wells         | Kloner                               |
| Raymond Laine         | Mullard                              |
| Thomas Saccio         | Piloto de helicóptero de Foss        |
| Brian Hutchison       | Joven Agente del Servicio Secreto    |

### Figuras del hockey
| Actor                         | Personaje                        | Notas                                    |
| ----------------------------- | -------------------------------- | ---------------------------------------- |
| Jay Caufield                  | Tolliver                         |                                          |
| Bill Clement                  | Anunciador Pre-juego             |                                          |
| Cleveland Lumberjacks players | Jugadores del Chicago Blackhawks |                                          |
| Ian Moran                     | Chris Chelios                    |                                          |
| Jeff Jimerson                 | Él mismo                         | Acreditado como "Anthem Singer"          |
| Mike Lange                    | Él mismo                         | Acreditado como "Play-by-Play Announcer" |
| Luc Robitaille                | Él mismo                         |                                          |
| Paul Steigerwald              | Él mismo                         | Acreditado como "Color Commentator"      |
| Markus Näslund                | Él mismo                         | no acreditado                            |
| Bernie Nicholls               | Él mismo                         | no acreditado                            |
| Ken Wregget                   | Él mismo                         | no acreditado                            |
| John Barbero                  | Anunciador de PA                 | no acreditado                            |
| Mark Kachowski                | Él mismo                         |                                          |

## Producción
Al principio fueron considerados Arnold Schwarzenegger, Sylvester Stallone y Bruce Willis para el papel de Darren McCord. Sin embargo, los tres no quisieron interpretar el personaje. De esa manera Van Damme obtuvo el papel. No fue difícil convencerle a que lo aceptase el papel, ya que Peter Hyams y él ya habían trabajado juntos en Timecop (1994).

## Estreno y recepción
Muerte súbita se estrenó en los Estados Unidos el fin de semana del 22 de diciembre de 1995 en octavo lugar, ganando solamente $4,782,445 dólares en 1681 cines, con un pobre promedio de $2,845 por pantalla. Internacionalmente tuvo mejor recepción, con una ganancia mundial de un total de $64 millones. En otros países, llegó a cerca de los $50 millones de ganancias en vídeo.
Los pobres resultados en taquilla de la cinta se deben a dos elementos: el hecho de que una película de acción clasificada R rara vez se vuelve un éxito cuando es estrenada el mes de diciembre; y que solo una semana antes se estrenó la cinta de acción que sí tuvo éxito en esa temporada, Heat de Michael Mann.